# Демченки
Демченки (укр. Демченки) — село,
Иваново-Селищенский сельский совет,
Глобинский район,
Полтавская область,
Украина.
Код КОАТУУ — 5320683602. Население по переписи 2001 года составляло 152 человека.

## Географическое положение
Село Демченки находится на правом берегу реки Хорол, выше по течению на расстоянии в 5 км расположено село Подол (Семёновский район), ниже по течению на расстоянии в 1,5 км расположено село Иваново Селище, на противоположном берегу — сёла Радаловка и Зубани. Рядом с селом проходит несколько ирригационных каналов.

## Экономика
- Молочно-товарная, птице-товарная и свино-товарная фермы.